# Otto Baum
Pour les articles homonymes, voir Baum.
 (septembre 2024).
Si vous disposez d'ouvrages ou d'articles de référence ou si vous connaissez des sites web de qualité traitant du thème abordé ici, merci de compléter l'article en donnant les références utiles à sa vérifiabilité et en les liant à la section « Notes et références ».
Otto Baum (15 novembre 1911 à Stetten – 18 juin 1998 dans la même ville) était un SS-Oberführer de la Waffen-SS.

Il a été récipiendaire de la croix de chevalier de la croix de fer avec feuilles de chêne et glaives.

## Biographie
Après avoir fréquenté une école d'agriculture jusqu'en 1932, puis pris des études pour deux ans en agriculture à l'Université de Stuttgart, il rejoint la SS-Verfügungstruppe en 1934, et prend le contrôle d'un peloton d'infanterie, jusqu'à ce que, en avril 1935, il rejoigne les SS Junkerschule à Brunswick (Basse-Saxe).
le 1er juin 1939, il est nommé commandant de la 7e compagnie de régiment d'infanterie de la 1re division SS Leibstandarte Adolf Hitler (7. Kompanie SS-Infanterie-Regiments (mot.) Leibstandarte Adolf Hitler). Deux mois plus tard, il prend part avec cette unité à la campagne de Pologne.
À partir du 3 mars 1941 et jusqu'au 9 novembre 1942, il prend le commandement du 3e bataillon des régiments d'infanterie des SS-Totenkopf sur le front de l'Est et dans la poche de Demiansk. Pour récompense de son succès, il reçoit le 8 mai 1942 la croix de chevalier de la croix de fer. S'ensuivent des actions en France, puis à nouveau sur le front de l'Est.
Le 30 janvier 1944, il est promu colonel.
À partir du 18 juin 1944 et jusqu'au 1er août 1944, il commande la 17e Panzer grenadier division SS Götz von Berlichingen qui est utilisé en France et se distingue avec son unité, en particulier dans la bataille de Saint-Lô.

Du 28 juillet au 23 octobre 1944, il devient le commandant de la 2e division SS Das Reich.

Il a ensuite repris le 24 octobre 1944 les commandes de la 16e Panzergrenadier Division SS Reichsführer-SS en Italie. Fin janvier 1945, il est transféré avec sa division en Hongrie et capitule le 8 mai 1945 à Völkermarkt en Carinthie en Autriche.
Après la capitulation de l'Allemagne, il est fait prisonnier de guerre des Britanniques d'août 1946 à décembre 1948. À sa libération, il travaille dans l'industrie textile.

## Décorations
- Insigne des blessés en argent (21 août 1943)
- Croix de fer
  - 2e classe (25 septembre 1939)
  - 1re classe (15 juin 1940)
- Médaille du Front de l'Est
- Insigne de destruction de chars
- Insigne de combat d'infanterie (3 octobre 1940)
- Croix allemande en or (26 décembre 1941)
- Insigne de Demiansk (31 décembre 1943)
- Croix de chevalier de la croix de fer
  - Croix de chevalier de la croix de fer (8 mai 1942)
  - avec feuilles de chêne # 277 (22 août 1943)
  - avec glaives no 95 (2 septembre 1944)
- Mentionné dans la revue Wehrmachtbericht du 29 juillet 1944

### Littérature
- (de) Klaus D. Patzwall et Veit Scherzer, Das deutsche Kreuz : 1941-1945 : Geschichte und Inhaber, Norderstedt, Patzwall, 2001 (ISBN 393153345X).